# Heterusia occultata
Heterusia occultata là một loài bướm đêm trong họ Geometridae.